# 角岡与
角岡 与（つのおか あとお、1930年（昭和5年）8月6日 - 2021年（令和3年）4月25日）は、愛知県碧海郡刈谷町（現・刈谷市）出身の政治家。愛知県刈谷市議会議員（1963年～1983年、5期）、刈谷市長（1983年～1995年、3期）。刈谷市名誉市民。

## 経歴
1930年（昭和5年）8月6日に愛知県碧海郡依佐美村野田東屋敷（現・刈谷市野田町）に生まれ、1943年（昭和18年）3月に依佐美村立野田国民学校（現・刈谷市立双葉小学校）を卒業した。1945年（昭和20年）刈谷中学校（現愛知県立刈谷高等学校）を中退した。
1963年（昭和38年）7月に32歳で刈谷市議会議員に初当選し、5期20年に渡って市議会議員を務めるとともに、刈谷市議会議長や東海議長会会長（1981年～）などを歴任した。1983年（昭和58年）7月20日、刈谷市長に就任した。
1987年（昭和62年）には無投票で刈谷市長に再選された。1991年（平成3年）7月の刈谷市長選挙では自民党・公明党・民社党の推薦を受け、日本社会党の支持を受けた愛知教育大学名誉教授の大野元三を破って3選を果たした。
刈谷市長在任中には福祉施設の充実化、刈谷市中央図書館の開館、刈谷市総合運動公園の整備などに尽力した。

## 役職
- 依佐美村青年団協議会会長[3]
- 刈谷市青年団協議会会長[3]
- 愛知県青年団協議会副会長[3]
- 刈谷市農業協同組合理事[3]
- 明治用水土地改良区理事[3]
- 愛知県九市健康保険組合理事長[3]
- 刈谷市参与[3]

## 受賞・受章
- 1987年（昭和62年） - 藍綬褒章[2]
- 2000年（平成12年） - 勲三等瑞宝章[2]
- 2001年（平成13年） - 刈谷市名誉市民[2]